# Net TV (España)
Net TV fue un canal de televisión abierta español que emitía en la TDT. Era propiedad de la Sociedad Gestora de Televisión Net TV y fue reemplazado el 3 de marzo de 2008 por Intereconomía TV.

## Historia
Net TV fue lanzada el 1 de junio de 2002 a las 19:20 y reemitía la señal de la cadena de televisiones locales del grupo Vocento, Punto TV. Empezó a emitir en la TDT en noviembre de 2005; sin embargo, redujo su horario de emisión. Transmitía dentro del mux 66, junto con Veo Televisión y Teledeporte.
El 13 de febrero del 2008, The Walt Disney Company Iberia anunció la adquisición del 20 % de las acciones del canal,  mientras que Grupo Intereconomía aumentó su participación en Net TV y logró la gestión de uno de sus canales, igual que Walt Disney Company Iberia.
Esto condujo al cierre de Net TV el 3 de marzo de 2008 y su reemplazo por la señal nacional de Intereconomía TV. A su vez, su canal hermano Fly Music fue reemplazado el 1 de julio por Disney Channel en la TDT.

## Programación
La programación del canal Net TV provenía, en su mayoría, de la red de televisiones locales de Vocento, Punto TV. 
Gran parte de su programación estaba dedicada a la emisión de telenovelas, siendo la primera cadena española que emitió la novela mexicana Rebelde.
- Telenovelas: Rebelde, La esposa virgen, El manantial, Luz María, Soledad, Ser bonita no basta, Luisa Fernanda... La emisión se apagó cuando estaban emitiendo Muñeca Brava y Amor real.
- Cine
- Programas: Cocina para dos, Do U Play?.
- Series (Lassie, Píxels, Prime Time, En buena compañía).
- Documentales
- Deportes: KO Classic.
- Dibujos animados: Saiyuki, Saiyuki Reload, Slam Dunk y Kochikame.
- Zapping: Punto Zapping, Spotmanía...